# Amt Löcknitz-Penkun
Het Amt Löcknitz-Penkun is een samenwerkingsverband van 13 gemeenten in het Landkreis Vorpommern-Greifswald in de Duitse deelstaat Mecklenburg-Voor-Pommeren. Het Amt telt 10.399 inwoners. Het bestuurscentrum bevindt zich in  Löcknitz. 

## Gemeenten
1. Bergholz (320)
2. Blankensee (551)
3. Boock (572)
4. Glasow (150)
5. Grambow (853)
6. Krackow (625)
7. Löcknitz * (3.255)
8. Nadrensee (330)
9. Penkun, stad (1.765)
10. Plöwen (268)
11. Ramin (665)
12. Rossow (447)
13. Rothenklempenow (598)